# Columbia (Californie)
Pour les articles homonymes, voir Columbia.

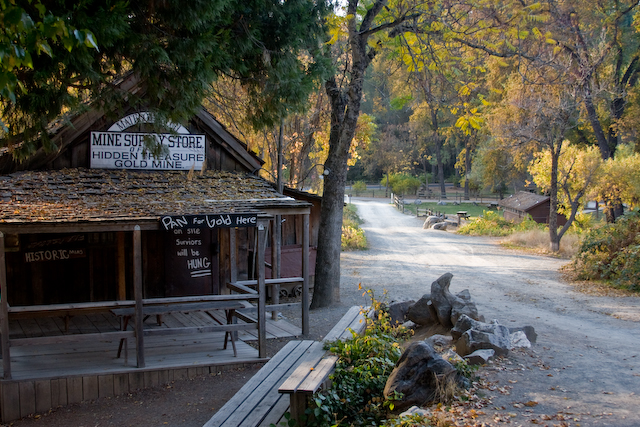

Columbia est une ville champignon datant de la ruée vers l'or en Californie considérée comme un National Historic Landmark. La ville se situe dans un parc national historique du comté de Tuolumne, au centre de la Californie, chargé de préserver le patrimoine de cet ancien « joyau des mines du sud » comme on la surnommait à l'époque.

## Histoire
La ville fut fondée après la découverte d'or à proximité par Thaddeus Hildreth et son frère le 27 mars 1850. La population augmenta rapidement pour atteindre 5 000 habitants. En 1854, un premier incendie ravagea 6 pâtés de maisons. Les bâtiments furent reconstruits en utilisant de la brique et des matériaux en acier et ils furent les seuls à résister au second incendie en 1857. La ville fut au centre de l'extraction de 87 millions de dollars d'or (à la valeur du dollar en 1860).
Après 1860, la ville déclina rapidement. Ainsi, l'école, fondée en 1860, bien que rénovée en 1872, dut fermer en 1937. Mais contrairement à beaucoup d'autres villes nées de la ruée vers l'or, elle ne devint jamais une ville fantôme.

## Lieu de tournages de films
De nombreux films et séries furent tournés à Columbia, on peut entre autres citer :
- Pale Rider
- La Petite Maison dans la prairie
- Les Aventuriers du Far West
- Le train sifflera trois fois

## Démographie
| 2000  | 2010  | - | - | - | - |
| ----- | ----- | - | - | - | - |
| 2 405 | 2 297 | - | - | - | - |